# Keith Henderson
 (janvier 2014).
Si vous disposez d'ouvrages ou d'articles de référence ou si vous connaissez des sites web de qualité traitant du thème abordé ici, merci de compléter l'article en donnant les références utiles à sa vérifiabilité et en les liant à la section « Notes et références ».
Keith Henderson (né le 7 avril 1883 et mort le 23 février 1982 ) est un peintre écossais du XXe siècle. Il est notamment connu pour ses peintures durant la Première Guerre mondiale et la Seconde Guerre mondiale.